# René Schmidpeter
René Schmidpeter (* 13. Oktober 1974 in Ingolstadt) ist ein Wirtschaftswissenschaftler und Professor für Betriebswirtschaftslehre, insbesondere Nachhaltigkeitsmanagement. Seit 2021 hat er die Professur für Nachhaltiges Management an der IU Internationale Hochschule inne.

## Leben
Von 1994 bis 1997 studierte Schmidpeter Bankbetriebswirtschaft an der Berufsakademie Heidenheim und absolvierte parallel eine Ausbildung an der DZ Bank in München, Regensburg und Frankfurt. Im Jahr 1999 schloss Schmidpeter erfolgreich seinen Master of Arts (MA) an der South Bank University in London im Fachbereich European Studies (Europawissenschaften), mit einem Schwerpunkt auf Politikwissenschaft und Wirtschaftswissenschaften ab. Im Jahre 2008 wurde er im Fachbereich Philosophie mit „summa cum laude“ mit Schwerpunkten auf Sozialethik, Gesellschaftspolitik sowie Sozialpädagogik und Gesundsheitspädagogik von der Katholischen Universität Eichstätt-Ingolstadt promoviert. Von 2013 bis 2020 hatte er den Dr.-Juergen-Meyer-Stiftungslehrstuhl für Internationale Wirtschaftsethik und Corporate Social Responsibility an der Cologne Business School (CBS) inne und leitete als Gründungsdirektor das dort ansässige Center for Advanced Sustainable Management (CASM).

## Forschung und Arbeit
Forschungsschwerpunkt von René Schmidpeter ist das sogenannte nachhaltige Management (Nachhaltigkeitsmanagement), mit dem Ziel der wirkungsorientierten und systematischen Integration von Nachhaltigkeit in alle bekannten betriebswirtschaftlichen Managementkonzepte. Dabei beschäftigt er sich vor allem mit der nachhaltigen Unternehmensführung, Messung und Steuerung von unternehmerischer Nachhaltigkeit („Environmental and Sustainability Accounting and Reporting, Nachhaltigkeitscontrolling“), Grundlagenkonzepten und Methoden des strategischen Nachhaltigkeitsmanagements („Sustainable Entrepreneurship, unternehmerischer Nachhaltigkeit“) sowie dem Management von Stakeholderbeziehungen.
Schmidpeter ist Gründer und wissenschaftlicher Mitgestalter von zahlreichen nationalen und internationalen Nachhaltigkeitsinitiativen und Think-Tanks. Er ist Gründungsdirektor des Center for Advanced Sustainable Management (CASM) und Mitgründer der Beratung für nachhaltige Unternehmenstransformation M3TRIX. Zudem ist er General Secretary des World Institute of Sustainability and Ethics (WISE) und Vice President des Global Corporate Governance Institute (GCGI). Schmidpeter ist außerdem Reihenherausgeber der deutschsprachigen Managementreihe Corporate Social Responsibility sowie der englischsprachigen Managementreihe CSR, Sustainability, Ethics & Governance des Springer-Gabler Verlags.
Managementreihen unter anderem mit Beiträgen von: Stefan Schaltegger, André Habisch, Franz Fischler, Dietmar Hopp, Christopher Stehr, Matthias S. Fifka, Wilfried Lemke

## Ehrungen
- 2015 wurde Schmidpeter mit dem Most Outstanding book of the Year Award in 2015 der RUSA Business Reference and Services Section (BRASS) für seine Publikation Dictionary of Corporate Social Responsibility[11] ausgezeichnet.[12]
- 2017 wurde Schmidpeter von dem indischen CSR-Netzwerk (indiacsr) mit dem India Author Award ausgezeichnet.[13]
- 2017 wurde Schmidpeter im Rahmen der Conference of Ethics and Sustainable Development 2018 in Taiwan mit dem Distinguished Impact Award ausgezeichnet.[14]

## Publikationen (Auswahl)
- Habisch, André & Neureiter, Martin & Schmidpeter, René: Handbuch corporate citizenship: Corporate Social Responsibility für Manager. Springer Gabler, 2008.

- Schneider, Andreas & Schmidpeter, René: Corporate Social Responsibility: Verantwortungsvolle Unternehmensführung in Theorie und Praxis. Springer Gabler, 2012, ISBN 978-3-642-25398-0.

- Schmidpeter, René & Stehr, Christopher: A History of Research on CSR in China: The Obstacles for the Implementation of CSR in Emerging Markets. Springer Gabler, 2015, ISBN 978-3-319-17370-2.

- Schmidpeter, René & lu, Hualiang & Stehr, Christopher & Huang, Haifeng: Sustainable Development and CSR in China: A Multi-Perspective Approach. Springer Gabler, 2015, ISBN 978-3-319-17370-2.
- Moutchnik, A., Schmidpeter, R.: CSR- und Nachhaltigkeitsmanagement: Beiträge der Forschung und Praxis. Springer Gabler, Wiesbaden 2016, S. 122.[15]

- Habisch, André & Schmidpeter, René: Cultural Roots of Sustainable Management: Practical Wisdom and Corporate Social Responsibility. Springer Gabler, 2016, ISBN 978-3-319-28285-5.

- Schmidpeter, René & Bungard, Patrick: Neue Arbeitswelten und zukunftsfähige Geschäftsmodelle. Springer Gabler, 2018, ISBN 978-3-662-52881-5.

- Idowu, Samuel & Schmidpeter, René & Zu, Liangrong: The Future of the UN Sustainable Development Goals: Business Perspectives of Global Development in 2030. Springer Gabler, 2019, ISBN 978-3-03021153-0.

- Mitra, Nayan & Schmidpeter, René: Five Years of Mandated Corporate Social Responsibility in India (2014–2019). Springer Gabler, 2019, ISBN 978-3-03021153-0.